# Гипоэллиптический оператор
Гипоэллиптический оператор — дифференциальный оператор в частных производных, фундаментальное решение которого принадлежит классу {\displaystyle C^{\infty }} во всех точках пространства, за исключением начала координат.

## Определение
Пусть {\displaystyle P(\xi )}  — вещественный полином от переменных {\displaystyle \xi =(\xi _{1},\ldots ,\xi _{n}):}
{\displaystyle P(\xi )=\sum _{|\alpha |\leq m}a_{\alpha }\xi ^{\alpha }:=\sum _{|\alpha |\leq m}a_{\alpha }\xi _{1}^{\alpha _{1}}\cdots \xi _{n}^{\alpha _{n}},}
где {\displaystyle \alpha =(\alpha _{1},\ldots ,\alpha _{n})\in \mathbb {Z} _{+}^{n}} и {\displaystyle |\alpha |=\alpha _{1}+\cdots +\alpha _{n}}.
Определим соответствующий дифференциальный оператор:
{\displaystyle P(D)=\sum _{|\alpha |\leq m}a_{\alpha }D^{\alpha }:=\sum _{|\alpha |\leq m}a_{\alpha }{\frac {\partial ^{|\alpha |}}{\partial x_{1}^{\alpha _{1}}\cdots \partial x_{n}^{\alpha _{n}}}},}
где 
{\displaystyle D=(D_{1},\ldots ,D_{n}),\quad D_{j}={\frac {\partial }{\partial x_{j}}},\quad j=1,\ldots ,n.}
Обобщенная функция {\displaystyle {\mathcal {E}}(x)} называется фундаментальным решением дифференциального оператора 
{\displaystyle P(D)}, если она является решением уравнения {\displaystyle P(D){\mathcal {E}}(x)=\delta (x),} 
где {\displaystyle \delta (x)} — дельта-функция Дирака.
Оператор {\displaystyle P(D)} называется гипоэллиптическим, если {\displaystyle {\mathcal {E}}(x)} принадлежит классу {\displaystyle C^{\infty }} при всех {\displaystyle x\neq 0}.

## Свойства
Следующий критерий гипоэллиптичности часто используется в качестве определения гипоэллиптического оператора:
| Теорема 1. Оператор {\displaystyle P(D)} является гипоэллиптическим, тогда и только тогда, когда для любой открытой области {\displaystyle U\subset \mathbb {R} ^{n}} всякое решение {\displaystyle u(x)} (обобщенная функция) уравнения {\displaystyle P(D)\,u(x)=f(x),\quad x\in U,} с любой правой частью {\displaystyle f\in C^{\infty }(U)} также принадлежит классу {\displaystyle u\in C^{\infty }(U).} |

Также имеет место следующий алгебраический критерий гипоэллиптичности, установленный Хёрмандером:
| Теорема 2. Оператор {\displaystyle P(D)} является гипоэллиптическим, тогда и только тогда, когда {\displaystyle {\frac {P^{(k)}(-i\xi )}{P(-i\xi )}}\,\to \,0,\quad \ \|\xi \|\to \infty ,} для всех {\displaystyle k=(k_{1},\ldots ,k_{n})\in \mathbb {Z} _{+}^{n},\,\ \|k\|\geq 1,} где {\displaystyle i} — мнимая единица. |

## Примеры
- Любой эллиптический оператор является гипоэллиптическим, например, оператор Лапласа[2].
- Оператор теплопроводности является гипоэллиптическим, но не эллиптическим[2].
- Оператор Д’Аламбера не является гипоэллиптическим[2].